# La bestia debe morir (película de 1952)
La bestia debe morir es una película de Argentina en blanco y negro dirigida por Román Viñoly Barreto según su propio guion escrito en colaboración con Narciso Ibáñez Menta según la novela The Beast Must Die, de Nicholas Blake que se estrenó el 8 de mayo de 1952 y que tuvo como principales actores a Narciso Ibáñez Menta, Guillermo Battaglia, Laura Hidalgo, Milagros de la Vega y Nathán Pinzón. Otra versión posterior de la novela es Que la bête meure, de Claude Chabrol (1969). Existe una tercera película llamada La bestia debe morir, protagonizada por Peter Cushing, que no tiene ninguna relación con el texto de Nicholas Blake, sino que está basada en el cuento No habrá oscuridad (There Shall Be no Darkness) de James Blish.

## Sinopsis
Un escritor cuyo hijo fue atropellado por un automóvil va en busca del conductor para vengarse.<

## Reparto
Colaboraron en el filme los siguientes intérpretes:
- Narciso Ibáñez Menta …Félix Lane / Frank Carter
- Guillermo Battaglia …George Rattery
- Laura Hidalgo …Linda
- Milagros de la Vega …Madre de Jorge
- Nathán Pinzón …Carpax
- Ernesto Bianco …Abogado defensor
- Gloria Ferrandiz …Mujer en cabaña
- Hugo Balado …Ronnie
- Josefa Goldar …Violeta
- Beba Bidart …Rhoda
- Jesús Pampín …Inspector
- Amalia Bernabé …Srta. Matilde
- Ricardo Argemí …General
- Warly Ceriani …Hombre 1 en filmación
- Carlos Cotto …Hombre 2 en filmación
- Osvaldo Bruzzi
- Eduardo Moyano …Marty
- Ángel Eleta …Bailarín que acompaña a Linda
- Enrique Talión
- Rafael Salvatore …Hombre en bar
- Marcelo Lavalle …Asistente en filmación

## Comentarios
El semanario Marcha de Montevideo comentó:

«Obrita de intriga… Román Viñoly Barreto solo se ha preocupado –y muy en serio- por el mero logro formal, a veces brillante, que ostenta el film.»

Manrupe y Portela escriben:

«A pesar de un prólogo demasiado explicativo, el film gana interés y aun hoy consigue atrapar. Algunas réplicas son excelentes. Los personajes de Battaglia, Milagros de la Vega, Nathan Pinzón y Beba Bidart están entre los malos más malvados del cine argentino. Todo es negrísimo y de lo mejor de Viñoly Barreto.»